# Медведевська (Лузький район)
Медве́девська (рос. Медведевская) — присілок у складі Лузького району Кіровської області, Росія. Входить до складу Лальського міського поселення.
Населення становить 7 осіб (2010, 7 у 2002).
Національний склад станом на 2002 рік — росіяни 100 %.